# Vissac-Auteyrac

Vissac-Auteyrac este o comună în departamentul Haute-Loire, Franța. În 2009 avea o populație de 336 de locuitori.